# Beverly Hills Film Festival
Beverly Hills Film Festival (BHFF) - festiwal filmowy w Stanach Zjednoczonych założony przez niezależnego filmowca Nino Simone. Festiwal ten jest międzynarodowym konkursem poświęconym przedstawianiu sztuki filmowej i talentu twórców pochodzących z różnych stron świata. Co roku BHFF trwa pięć dni i bierze w nim udział ponad dwadzieścia tysięcy uczestników. 